# Душанбинський державний театр ляльок
Душанбинський державний театр ляльок — ляльковий театр у столиці Таджикистану місті Душанбе, головна (фактично єдина) дитяча театральна сцена країни. 

## Загальні дані
Душанбинський державний театр ляльок розташований у окремій зручній та сучасній будівлі за адресою:
вул. Шотемур, буд. 54/1, м. Душанбе (Республіка Таджикистан).
Незмінний (від часу заснування) головний режисер-художній керівник театру — Зафар Джавадов.  
Вистави в театрі проходять як державною таджицькою, так і російською мовами.

## З історії та сьогодення театру
Театр ляльок у Душанбе було відкрито 7 вересня 1985 року. Головним режисером закладу був призначений Заслужений діяч мистецтв Республіки Таджикистан Зафар Джавадов. Перший театральний сезон відкрився прем'єрним показом спектаклю «Приключение Нанука» за п'єсою Шамсі Кіямова, постановка Зафар Джавадова, художник Олександр Гейвандов, композитор Кудратулло Яхйоєв.
Творча трупа була відібрана з випускників відділення «актор театру та кіно» Таджицького державного інституту мистецтв ім. Мірзо Турсунзаде, а також інших драматичних акторів. Були поставлені вистави для дітей та дорослих таджицькою та російською мовами.
За чверть століття існування театр поставив на сцені понад 60 спектаклів. Театр має певні напрацювання в ляльковому театрі, створив власні цікаві традиції. Зокрема, звичайною справою для душанбинських лялькарів стало звернення до багатого досвіду старовинних майстрів самобутного національного лялькарського мистецтва таджиків масхарабозов. 
Вистави Душанбинського державного театру ляльок брали участь у багатьох Міжнародних лялькових фестивалях — у Німеччині, Монголії, Чехословаччині, Пакистані, Італії, Росії (в т.ч. у 2005, 2006, 2008 роках), Іспанії, Швейцарії, Ірані (1991, 1992, 2007, 2008) тощо. Творчий колектив ставав лауреатом Міжнародних фестивалів, отримував спеціальні дипломи та призи фестивалів.
Протягом 25 вересня — 2 жовтня 2007 року вперше в Республіці Таджикистан був організований та поведений Перший Міжнародний фестиваль лялькових театрів «Чодари хаёл», у якому взяли участь колективи з таких країн, як Росія (театри з Іркутська та Томська), Німеччина, Іран, Киргизстан (театри з Бішкека та Оша), Узбекистан (Карші). Тоді ж було вирішено, що такий фестиваль стане регулярним — і проводитиметься раз на 3 роки.
У квітні 2009 року на сцені Душанбинського лялькового театру був поставлений спільний спектакль з Російською Федерацією, зокрема Кемеровським обласним театром ляльок імені Аркадія Гайдара «Медвежонок Рим-тим-ти» за п'єсою Я. Вільковського в постановці Дмитра Вихрецького (від 20 по 30 квітня 2009 року цю виставу переглянули 6 302 таджицьких глядача).
У період 15—22 квітня 2010 року на базі Душанбинського державного театру ляльок відбувається Другий Міжнародний фестиваль лялькових театрів «Чодари хаёл», у якому беруть участь такі країни: Росія (міста Абакан та Оренбург), Азербайджан (Нахічевань), Узбекистан, Казахстан (Актобе), Киргизстан (Бішкек), Іран, Білорусь (Державний театр ляльок із Гомеля), Україна. На цьому фестивалі Душанбинський державний театр ляльок представляє спектакль авторів Амін Азимова та Зафара Джавадова «Размышление о войне и мире».
При театрі було створено й з успіхом діє дитяча студія, учні якої беруть участь у постановці деяких вистав.

## Виноски
1. ↑  Душанбинський державний театр ляльок[недоступне посилання] на www.artculture.tj (Календар культурних подій у Таджикистані) [Архівовано 2010-05-22 у Wayback Machine.] (рос.)
2. ↑  Паспорт міста Душанбе [Архівовано 2010-08-27 у Wayback Machine.] (рос.) на Офіційний сайт м. Душанбе
3. ↑  Душанбинський державний театр ляльок [Архівовано 21 січня 2012 у Wayback Machine.] // Театри Таджикистану [Архівовано 1 березня 2010 у Wayback Machine.] на www.orexca.com («Орієнтал експрес Центральна Азія», вебресурс, присвячений мандрівкам та тауризму до Центральної Азії) [Архівовано 7 січня 2010 у Wayback Machine.] (англ.) (рос.)